# Vladimir Krajnev
Vladimir Vsevolodovič Krajnev (in russo Владимир Всеволодович Крайнев?; Krasnojarsk, 1º aprile 1944 – Hannover, 29 aprile 2011) è stato un pianista russo.

## Biografia
Vladimir Krajnev è nato a Krasnojarsk nel 1944 e ha debuttato all'età di sette anni suonando con l'orchestra concerti di Haydn e Beethoven. Ha studiato alla Scuola centrale di Mosca nella classe di Anaida Sumbatyan, ed al Conservatorio di Mosca con Heinrich Neuhaus e Stanislav Neuhaus.
Dopo aver vinto i concorsi di Lisbona e di Leeds, nel 1970 ha ottenuto il primo premio ex aequo con John Lill al Concorso internazionale Čajkovskij. La vittoria a Mosca ha dato il via alla sua carriera che lo ha visto collaborare con le migliori orchestre ed i più eminenti direttori del mondo.
Al'fred Garrievič Šnitke gli ha dedicato uno dei suoi concerti per pianoforte e orchestra. Ogni anno, in Ucraina, Kazakistan e Kirghizistan si svolgono Festival che portano il suo nome; ogni anno inoltre, fino alla sua scomparsa, lo stesso Krajnev si è esibito con i suoi allievi al Conservatorio di Mosca.
Krajnev ha vissuto ad Hannover con la moglie Tat'jana Tarasova (una famosa insegnante di pattinaggio sul ghiaccio), insegnando alla Hochschule für Musik und Theater Hannover.
Muore nella stessa città tedesca, il 29 aprile 2011.